# Robert McClure
Robert John Le Mesurier McClure (Wexford, 1807 – Portsmouth, 1873) è stato un esploratore irlandese.
Partito nel 1850 alla ricerca di John Franklin, scoprì, dopo aver attraversato lo stretto di Bering, la costa Sud dell'isola di Banks.
Incagliatasi la nave, giunse in slitta fino al mare di Melville completando la scoperta del passaggio a Nord-Ovest. Rimpatriò nel 1852.